# Liên hoan Đàn Organ và Nhạc thính phòng Komorniki

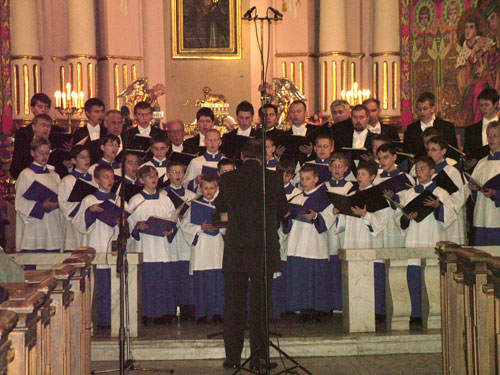
Buổi hòa nhạc khai mạc Liên hoan Đàn Organ và Nhạc thính phòng Komorniki tại Nhà thờ Poznań (2006)

Liên hoan Đàn Organ và Nhạc thính phòng Komorniki (tiếng Ba Lan: Ogólnopolski Festiwal Muzyki Organowej i Kameralnej - Komorniki) là một trong những lễ hội âm nhạc thường niên tại Komorniki, Wielkopolskie, Ba Lan. Nhà sáng lập liên hoan này là nhạc trưởng người Ba Lan gốc Úc và nghệ sĩ đàn organ Krzysztof Czerwiński. Ông cũng đồng thời đảm nhiệm vị trí giám đốc nghệ thuật. Liên hoan lần đầu tiên được tổ chức vào năm 2006.
Liên hoan Đàn Organ và Nhạc thính phòng Komorniki gồm các chương trình: các buổi hòa nhạc với đàn organ, nhạc hợp xướng và nhạc thính phòng.
Địa điểm tổ chức thường là các nhà thờ địa phương bao gồm:
- Nhà thờ Thánh Andrew ở Komorniki
- Nhà thờ Thánh Florian ở Wiry
- Nhà thờ Thánh Faustyna ở Plewiska
- Nhà thờ Thánh Hedwig, Poznań.

Liên hoan năm 2015:
●    Nhóm nhạc tham dự: Tubicinatores Gedanenses.
●    Nghệ sĩ độc tấu: Łukasz Kuropaczewski (biểu diễn guitar), Maciej Frąckiewicz (biểu diễn đàn accordion), Ryszard Żołędziewski (biểu diễn saxophone), Taras Riznyak (trình diễn giọng nam cao).
●    Ban tổ chức:Piotr Rojek, Gedymin Grubba, Błażej Musiałczyk, Krzysztof Czerwiński.